# Vigilancia natural
La vigilancia natural es el fenómeno por el que las personas pueden custodiar los espacios de manera pasiva al potenciar los comportamientos cívicos con su mera presencia. El término es especialmente utilizado en los modelos de prevención de la delincuencia a través del urbanismo basados en la capacidad de influir en las decisiones de potenciales delincuentes. La investigación sobre el comportamiento delictivo demuestra que la decisión de delinquir o no está más influenciada por el riesgo percibido de ser atrapado que por la recompensa o la facilidad de realizarlo.
La vigilancia natural limita las oportunidades de cometer delitos al aumentar la sensación de que las personas se pueden ver mutuamente. La vigilancia natural se puede potenciar mediante un diseño urbano que maximice la visibilidad y que fomente las interacciones sociales. De esta manera, los delincuentes potenciales sienten un mayor escrutinio y perciben menores rutas de escape.
Jane Jacobs, urbanista estadounidense y autora de Muerte y vida de las grandes ciudades, se refería a la vigilancia natural como "ojos en la calle". En su estudio sobre el Greenwich Village de Nueva York, examinó cómo a medida que las personas se mueven por un área pueden observar lo que sucede a su alrededor, siempre que la zona esté abierta y bien iluminada. Así, apoyar una diversidad de usos dentro de un espacio público es altamente efectivo para atraer a diferentes tipos de personas para actividades dispares a lo largo de todo el día.
Otras formas de promover la vigilancia natural incluyen la eliminación de elementos que impidan la visibilidad, el alumbrado público o el diseño de calles peatonales, pues los vehículos generan lugares de escondite además de que las personas dentro y fuera de ellos pueden sentirse mutuamente inseguras por la falta recíproca de percepción de sus acciones.
Además, el diseño de edificios puede incluir características que maximizan la vigilancia natural, como aumentar la visibilidad de las personas en las entradas de los inmuebles y áreas de estacionamiento, la generación de ventanas hacia el exterior, que permiten la observación de la calle o la inclusión de bajos comerciales en edificios residenciales que aumentan la presencia de personas en los espacios públicos.